# Kregervanrija delftensis
Kregervanrija delftensis är en svampart som först beskrevs av Beech, och fick sitt nu gällande namn av Kurtzman 2006. Kregervanrija delftensis ingår i släktet Kregervanrija och familjen Pichiaceae.   Inga underarter finns listade i Catalogue of Life.